# Thereva egressa
Thereva egressa är en tvåvingeart som beskrevs av Daniel William Coquillett 1894. Thereva egressa ingår i släktet Thereva och familjen stilettflugor.
Artens utbredningsområde är Colorado. Inga underarter finns listade i Catalogue of Life.